# 碱式碳酸铋
碱式碳酸铋是一种无机化合物，化学式为Bi2O2(CO3)，别名次碳酸铋、碳酸氧铋。

## 性质
白色或微黄色无臭无味粉末，见光逐渐变为褐色。难溶于水、乙醇及其它有机溶剂，易溶于盐酸、硝酸和浓乙酸中。溶于氯化铵溶液，微溶于碱金属碳酸盐溶液。加热灼烧时分解为氧化铋和二氧化碳。
在自然界中以泡铋矿的形式出现。其晶体结构中含有 Bi-O 层和 CO3 层。

## 制取
由硝酸铋溶液与已除去氯离子的碳酸钠溶液进行复分解，在pH为8.5～9.0、温度50～55°C下反应40分钟，生成碱式碳酸铋，再经洗涤、离心分离、烘干、粉碎得到成品。
{\displaystyle {\rm {\ 4Bi(NO_{3})_{3}+6Na_{2}CO_{3}+H_{2}O\rightarrow \left[(BiO)_{2}CO_{3}\right]_{2}\cdot H_{2}O+}}}{\displaystyle {\rm {\ 12NaNO_{3}+4CO_{2}\uparrow }}}

## 用途
用作分析试剂、制造其它铋盐的原料、珠光塑料的添加剂、化妆品附着剂、搪瓷助熔剂。医药上对胃肠粘膜有保护作用，也略能收敛，用于治疗胃及十二指肠溃疡、细菌性赤痢、急性粘膜渗透性胃炎、肠炎和腹泻等。在X光诊断中用作遮光剂。
武汉工程大学的陈嵘教授在2006年报道了一种以柠檬酸铋为模板制备碱式碳酸铋纳米管的方法。碱式碳酸铋纳米管的潜在医学用途是用作一种治疗幽门螺杆菌感染的“药物胶囊”。